# San Giorgio dei Greci

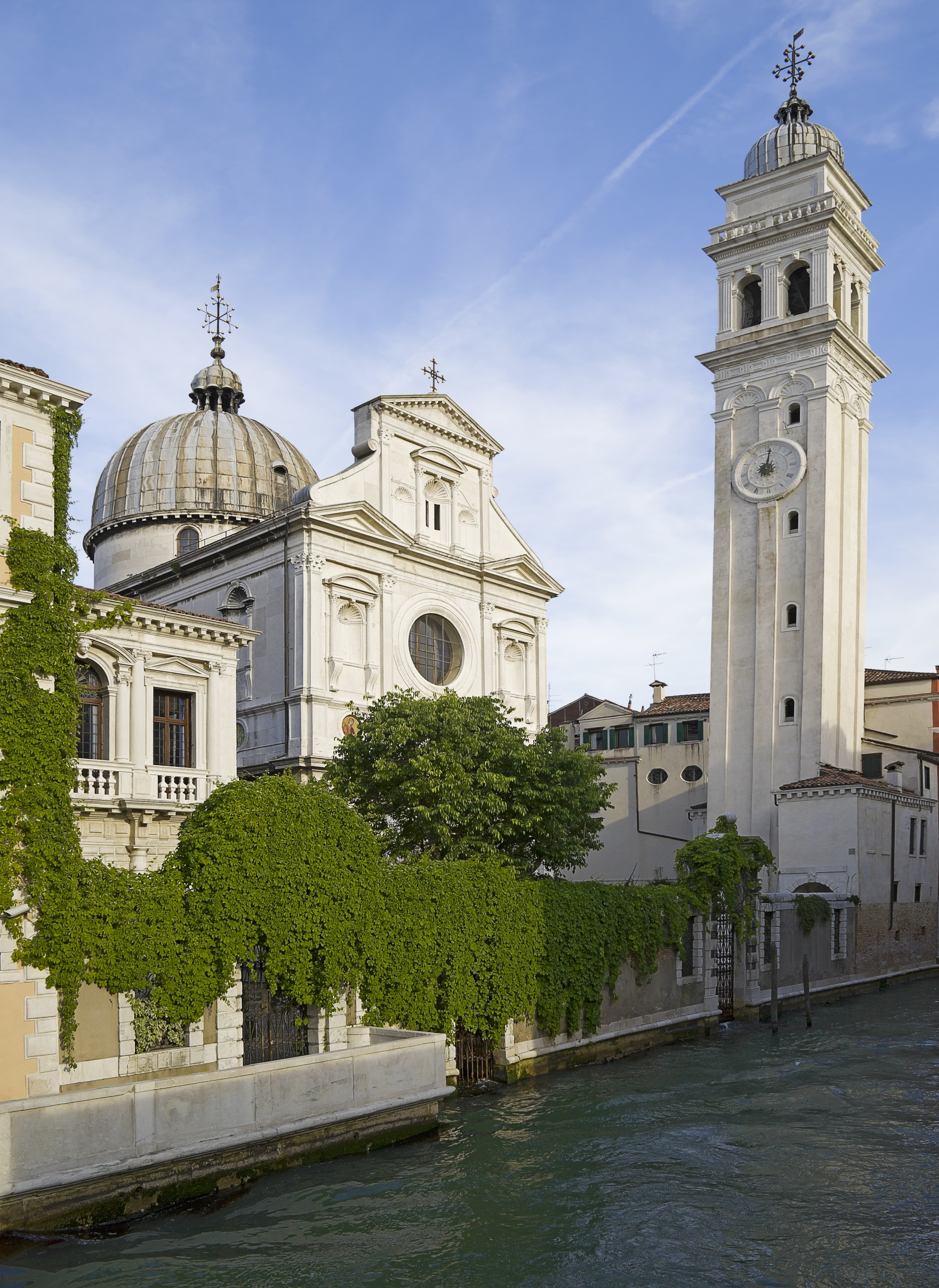
San Giorgio dei Greci mit Campanile, links das Istituto Ellenico

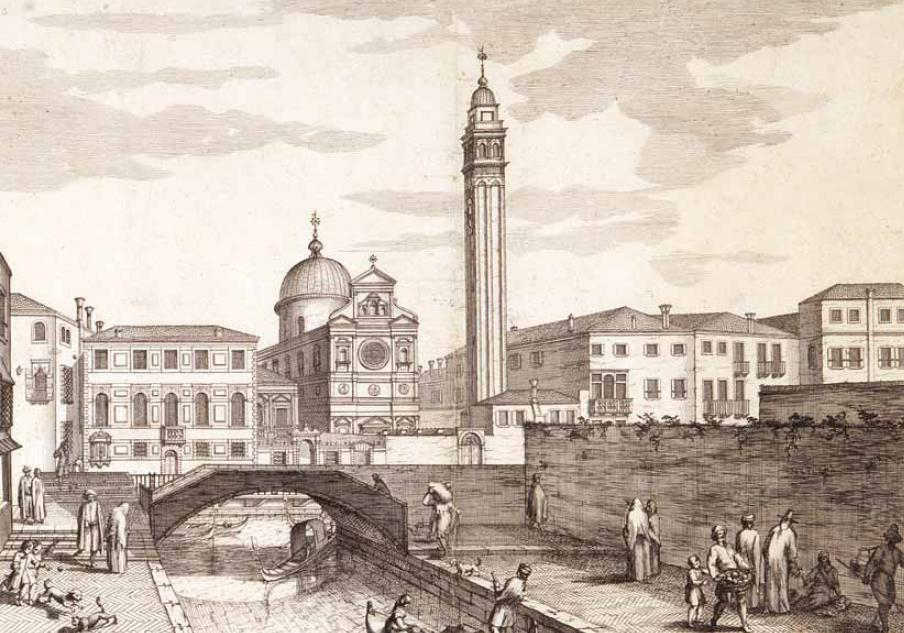
San Giorgio dei Greci mit Campanile (rechts) und Collegio Flanghini (links)

San Giorgio dei Greci  ist eine griechisch-orthodoxe Kirche in Venedig, im Sestiere Castello. Seit 1991 ist San Giorgio Sitz der Erzdiözese von Italien und Malta, die zum Ökumenischen Patriarchat von Konstantinopel gehört. 
Mitte des 16. Jahrhunderts erhielten die in Venedig lebenden orthodoxen Griechen vom Senat die  Erlaubnis, ihre Kirche im Stadtteil Castello, nahe dem gleichnamigen Kanal Rio Greci, zu erbauen. Architekten der Kirche waren  Sante Lombardo und Giannantonio Chiona.
Zu dem Komplex gehörten  ein Priesterseminar, eine Mädchenschule und ein Frauenkloster.  In der Nähe der Kirche befindet sich das von Baldassare Longhena erbaute Collegio Flanghini, das sich einer testamentarischen Stiftung Tommaso Flanghinis von 1644 verdankt und das seit 1953 das Istituto Ellenico di Studi Bizantini e Postbizantini di Venezia (Griechisches Institut für Byzantinische und Postbyzantinische Studien in Venedig) beherbergt.